# Mount Showers
Mount Showers ist ein etwa 1050 m hoher Berg an der Black-Küste des westantarktischen Palmerlands. Auf der Condor-Halbinsel ragt er 21 km südwestlich des Kap MacDonald auf.
Der United States Geological Survey nahm 1974 eine Kartierung vor. Das Advisory Committee on Antarctic Names benannte ihn 1976 nach dem Meeresbiologen William James Showers, der im Rahmen des United States Antarctic Research Program 1975 auf der Palmer-Station tätig war.